# Карсунский уезд
Карсу́нский уе́зд (Корсунский уезд) — административно-территориальная единица Симбирской губернии, существовавший в 1647 — 1708 годах и в 1780 — 1928 годах. Уездный город — Карсун (Большой Корсунов, Корсун).

## Географическое положение
Уезд располагался на западе Симбирской губернии, граничил с Пензенской губернией. Площадь уезда в 1897 году составляла 6 678,4 квадратных вёрст (7 600 км²), в 1926 году — 8 012 км².

## История
Впервые Корсунский уезд был образован в конце 1647 года (лета 7155 года) при строительстве Корсунского участка Симбирской засечной черты и вошёл в состав Приказа Казанского дворца.
В состав уезда вошли: городок Корсун (Большой Корсунов), Малой Корсунский острог, Сокольский острог (не был достроен), Тальский острог, город-крепость Аргаш и Сурский острог. Кроме этого, на важных направлениях, были образованы опорные пункты, такие как Сызганская слобода, Коржевская слобода, Ксарская Слобода, Палатовская слобода и другие. Затем, по мере образования вдоль черты слобод, при уезде были образованы Подгорный стан, Завальный стан, Забарышский стан.
Поначалу Корсун с пригородами и острогами Корсунской черты подчинялся Атемару (с 1647 г.), затем Саранску (с 1653 г.), но по указу царя Алексея Михайловича изданный 5 декабря 1666 года и в грамоте из приказу Казанского Дворца от 25 ноября 1667 (7175) года, подтвердил «… город Корсунь и по Карсунской черте пригородки и острошки и засечные крепости … ведать во всем … стольнику и воеводе князю Ивану Ивановичю Дашкову, а к Саранску, Корсуни и Корсунские черты ведать не велено».
В 1670 году военные объекты Карсунской черты держали оборону против войск Степана Разина — отряда атамана Михаила Харитонова. Так у Кондоратской слободы (ныне с. Большая Кандарать) и у Усть-Уренской слободы (ныне с. Усть-Урень) произошли решающие битвы разинцев с царскими войсками под руководством князя Ю. Н. Барятинского. (см. Битва на реке Кандарать)
В 1708 году, по реформе Пётр I, Корсунский уезд был упразднен, а территория вошла в состав Синбирского уезда Казанской губернии (1708—1781).
В Крестьянской войне (1773—1775) жители Карсунского края принимали активное участие. Так в Пугачёвском бунте в Базарном Урене погиб воевода Симбирской провинции комендант Рычков Андрей Петрович. А в октябре 1774 года в железной клетке по Московскому тракту из Синбирска в Москву везли Емельяна Пугачева.
В сентябре 1780 года, в результате реформы Екатерины Великой, из выделенных волостей Симбирского уезда, Пензенского уезда и Алатырского уезда вновь образован Карсунский уезд в составе Симбирского наместничества, с административным центром пригород Большой Карсун, затем переименован в город Корсун.
В 1796 году, при преобразовании Симбирского наместничества в Симбирскую губернию, к Карсунскому уезду были присоединены части территорий упразднённых Канадейского и Котяковского уездов.
Для Отечественной войны 1812 года в уезде формировался конный полк Симбирского ополчения, командиром которого стал гвардии штаб-ротмистр Дмитрий Андреевич Третьяков, отличившийся в битвах с французами.
С 1861 года уезд начали делить на станы и волости.
В 1897 году через уезд, от станции Инза до Симбирска, начали строить ж/д.
4 апреля 1924 года постановлением Президиума ВЦИК к Карсунскому уезду были присоединены часть волостей упраздненного Сенгилеевского уезда. При этом была упразднена Енгалычевская волость (территория передана в Чиберчинскую волость Алатырского уезда). Из Белоключевского волости Карсунского уезда в Промзинскую волость Алатырского уезда были переданы селения Белый Ключ, Болтаевка, Лава и Степановка, из Белоключевской волости в Астрадамовскую волость Алатырского уезда было передано селение Малый Барышок, а из Усть-Уренской волости в Астрадамовскую волость Алатырского уезда были переданы селения Александровка, Кивать, Красная Якла и Никитино.
Декретом ЦИК СССР от 9 мая 1924 года Симбирская губерния была переименована в Ульяновскую губернию.
В 1928 году Карсунский уезд был упразднён, на его территории образован Карсунский район Ульяновского округа Средне-Волжской области, а также — Астрадамовский, Барышский, Вешкаймский (в 1935 г.), Инзенский (в 1929 г.), Кузоватовский, Тагайский районы.
Основная статья: Карсунский район

## Население
- По Ведомостям Симбирского наместничества 1780 года в Карсунском уезде — в 90 селах, деревень и четырех пригородах проживало 22247 ревизских душ.[13]
- По переписи третьей ревизии (1761 г.) в Карсунском уезде проживало 23211 ревизских душ (пахотные солдат, без женского пола).
- По четвёртой Ревизской сказке (1781 г.) — 49797 жителей (24327 м.п. и 25470 ж.п.) [17].
- По данным переписи 1897 года в уезде проживало 189 226[1] чел. В том числе русские — 85,3 %, мордва — 8,3 %, татары — 3,9 %, чуваши — 2,3 %. В городе Карсун (Корсун) проживало 3805 чел.
- По итогам Всесоюзной переписи населения 1926 года население уезда составило 312 264 человек[3], из них городское — 16 307 человек.

## Административное деление
В 1648 году в уезде были остроги и крепости:
- городок Корсун (Большой Корсунов),
- Малой Корсунов острог,
- Сокольский острог (не был достроен),
- Тальский острог,
- город-крепость Аргаш,
- Сурский острог.

И ряд слобод: Сызганская слобода, Коржевская слобода, Пушкарская слобода, Стрелецкая слобода, Казацкая слобода, Ксарская слобода, Палатовская слобода и другие.
В 1780 году, на момент создания уезда, было: один город Большой Карсун, четыре пригорода: Малой Карсун, Сурский острог, Аргаш, Урень, 90 сёл и деревень и Тальская бумажная фабрика.
В 1890 году в состав уезда входило 23 волостей:
| № п/п | Волость            | Волостное правление  | Число селений | Население |
| ----- | ------------------ | -------------------- | ------------- | --------- |
| 1     | Анненковская       | с. Анненково         | 17            | 10654     |
| 2     | Аргашская          | с. Аргаш             | 7             | 9538      |
| 3     | Базарно-Сызганская | с. Базарный Сызган   | 12            | 8747      |
| 4     | Беклемишевская     | с. Беклемишево       | 8             | 5572      |
| 5     | Больше-Березинская | с. Большие Березники | 14            | 16167     |
| 6     | Больше-Шуватовская | с. Большое Шуватово  | 7             | 5683      |
| 7     | Бело-Ключевская    | с. Белый Ключ        | 6             | 13120     |
| 8     | Вешкайменская      | с. Вешкайма          | 6             | 5763      |
| 9     | Водорацкая         | с. Водорацкое        | 15            | 7383      |
| 10    | Горинская          | с. Горенки           | 11            | 7556      |
| 11    | Жадовская          | с. Жадовка           | 12            | 11317     |
| 12    | Каргинская         | с. Каргино           | 12            | 11533     |
| 13    | Коржевская         | с. Коржевка          | 11            | 14353     |
| 14    | Карсунская         | г. Карсун            | 12            | 9929      |
| 15    | Мало-Корсунская    | с. Малый Корсун      | 10            | 9458      |
| 16    | Потьминская        | с. Потьма            | 5             | 8452      |
| 17    | Сосновская         | с. Сосновка          | 8             | 8372      |
| 18    | Старо-Зиновьевская | с. Старая Зиновьевка | 13            | 9575      |
| 19    | Сурская            | с. Сурский Острог    | 6             | 8601      |
| 20    | Троицкая           | с. Троицкое          | 15            | 5125      |
| 21    | Уренско-Карлинская | с. Урено-Карлинское  | 4             | 6320      |
| 22    | Усть-Уренская      | с. Усть-Урень        | 8             | 8993      |
| 23    | Юрловская          | с. Юрловка           | 11            | 8758      |

В 1913 году в уезде было 23 волости, Больше-Шуватовская волость переименована в Шуватово-Пятинскую.

## Известные люди
См. статью: Родившиеся в Карсунском уезде
- Валуев, Дмитрий Александрович
- Ознобишин, Дмитрий Петрович
- Зубов, Константин Александрович
- Мизинов, Михаил Петрович
- Флоренсов, Михаил Симеонович
- Огарёв, Николай Платонович
- Назарьев Валериан Никанорович (24(12).03.1829, с. Аникеевка Карсунского уезда Симбирской губернии – 12.03(27.02).1902, г. Симбирск) — общественный деятель, писатель, драматург, публицист[23][24].